# Теренс Маккенна
Теренс Кемп Маккенна (англ. Terence Kemp McKenna; 16 листопада 1946 — 3 квітня 2000) — американський автор, філософ, етноботанік, містик, психонавт, викладач і прихильник відповідального використання психоделічних рослин (Psychoactive plant), а також, за власними словами, анархіст і скептик.
Він говорив і писав на різні теми, такі як психоделіки, рослинні ентеогени, шаманізм, метафізика, алхімія, мова, філософія, культура, технологія, енвайронменталізм, походження людської свідомості.

## Біографія

### Ранні роки
Теренс Кемп Маккенна народився в містечку Паонія, штат Колорадо, США.
В дитинстві від свого дядька отримав знання про основи геології, займаючись, в якості хобі, пошуками залишків викопних тварин в ярах і балках недалеко від дому. Через поганий зір і слабке здоров'я більшу частину дитинства провів на самоті. Ще в дитинстві він зацікавився психологією, прочитавши книгу Карла Юнга «Психологія і алхімія» (Psychology and Alchemy), тоді йому було 10 років. У віці 16-ти років переїхав в Лос-Альтос, штат Каліфорнія і вступив в старшу школу. Жив у друзів сім'ї. Батьки хотіли щоб він здобув освіту в  каліфорнійських державних школах, які мали високий рейтинг.
В цей час Маккенна вперше дізнався про психоделіки, прочитавши книгу «Двері сприйняття» Олдоса Хакслі та публікації в газеті «The Village Voice». Один з його перших психоделічних дослідів був пов'язаний з прийомом насіння березки-іпомеї «Ранкове сяйво», що містять ергін (амід лізергінової кислоти, LSA), споріднений ЛСД.
У 1964 році обставини склалися так, що Маккенна був змушений переїхати у Ланкастер, штат Каліфорнія, де в 1965 році він закінчив старшу школу «Antelope Valley».
У 1965 році Маккенна вступив в Каліфорнійський університет в Берклі, в зв'язку з чим влітку 1965 року переїхав у Сан-Франциско. У цьому ж році він вперше курив марихуану, якою пригостив його Баррі Мелтон (Barry Melton), трохи пізніше — вживав ЛСД.
Як першокурсник, Маккенна взяв участь у дворічній програмі навчання в проекті «Tussman Experimental College».
У 1969 році отримав ступінь бакалавра в галузі екології і охорони природи.

### Дорослі роки
Після закінчення коледжу Маккенна декілька років викладав англійську мову в Японії, подорожував по Індії і Південній Азії, займаючись контрабандою гашишу і збором метеликів для компаній, що постачають біологічні товари.
Після смерті матері в 1971 році, разом з братом Деннісом і трьома приятелями, здійснив подорож по Колумбійській Амазонії в пошуках психоделіків рослинного походження. У Ла-Чоррера, за наполяганням брата, дозволив проводити на собі психоделічні експерименти з грибами, що містять псилоцибін. Після цих дослідів почав пропаганду рослинних галюциногенів, ставши популярною фігурою андеграунду. Разом із братом написав книгу-керівництво по вирощуванню галюциногенних грибів (Magic Mushroom Grower's Guide), що стала бестселером.
Протягом більшої частини 70-х років Маккенна мешкав за містом, на кошти від продажу книги Magic Mushroom Grower's Guide, а також грибів, що містили псилоцибін. Побоюючись переслідувань з боку влади (деякий час його розшукував Інтерпол за торгівлю наркотиками), згорнув цю діяльність.

### Смерть
В останні роки життя працював директором заповідника на Гавайських островах, займаючись збором, збереженням, вивченням, пропагандою і поширенням лікарських і шаманських рослин. Помер від пухлини головного мозку.

## Особистий архів і бібліотека
7 лютого 2007 року бібліотека Маккенни і його особистий архів були втрачені в результаті пожежі, що сталася в офісі інституту Есален (Біг-Сур (Каліфорнія), в якій і зберігалася колекція. Бібліотечно-архівний каталог, підтримуваний братом Маккенни, Деннісом, частково зберігся.

## Аудіозаписи
- TechnoPagans at the End of History (аранжування Mark Pesce, починаючи з 1998 року)
- Psychedelics in the Age of Intelligent Machines (1999)
- Alien Dreamtime спільно з Spacetime Continuum & Stephen Kent (Magic Carpet Media [Архівовано 16 травня 2021 у Wayback Machine.]) (CD, 1994)
- Conversations on the Edge of Magic (1994) (CD & аудіокасета) (Association for Consciousness Exploration[en])
- Rap-Dancing Into the Third Millennium (1994) (аудіокасета) (перевидано на CD як The Quintessential Hallucinogen) (Association for Consciousness Exploration[en])
- Packing For the Long Strange Trip (1994) (аудіокасета) (Association for Consciousness Exploration[en])
- Coast to Coast AM спільно з Art Bell, радіопередача 22 травня 1997 року, п'яти-годинне інтерв'ю

## Дискографія
- Re : Evolution спільно з The Shamen (1992)
- Alien Dreamtime спільно з Spacetime Continuum & Stephen Kent (Magic Carpet Media [Архівовано 16 травня 2021 у Wayback Machine.]) (DVD)
- Terence McKenna with Zuvuya — Dream Matrix Telemetry ( [Архівовано 31 травня 2013 у Wayback Machine.])
- 2009 — Cognition Factor (2009) [Архівовано 2 лютого 2022 у Wayback Machine.]

### Аудіо- та відеоресурси
- Audio and video archive на Deoxy.org
- Terence McKenna media archive на EROCx1.com
- Terence McKenna Audio Archive — Лекції та виступи Теренса Маккенни
- FutureHi.net MP3 Downloads — Теренс Маккенна, Альберт Хоффман, Роберт Антон Вілсон та ін
- Теренс Маккенна на Ентеоботанічному семінарі в Паленке (1999)
- Psychedelics in the Age of Intelligent Machines [Архівовано 5 серпня 2018 у Wayback Machine.] — Video from the samples 1999 DVD
- McKenna Video on FloatingWorldWeb [Архівовано 18 січня 2010 у Wayback Machine.] — McKenna Video Portal